# Rickebasta alsumpskog
Rickebasta alsumpskog este o arie protejată (arie specială de conservare — SAC, sit de importanță comunitară — SCI) din Suedia întinsă pe o suprafață de 8,2 ha, integral pe uscat.

## Localizare
Centrul sitului Rickebasta alsumpskog este situat la coordonatele 59°44′06″N 17°43′30″E / 59.7351°N 17.725°E.

## Înființare
Situl Rickebasta alsumpskog a fost declarat sit de importanță comunitară în ianuarie 1998 pentru a proteja un număr necunoscut de specii din flora spontană și fauna sălbatică aflate în arealul zonei. Situl a fost protejat și ca arie specială de conservare în martie 2011.

## Biodiversitate
Situată în ecoregiunea boreală, aria protejată conține 1 habitat natural: Păduri caducifoliate de mlaștină fino-scandinave.
La baza desemnării sitului se află un număr nedeclarat de specii protejate.